# Taranucnus bihari
Taranucnus bihari is een spinnensoort in de taxonomische indeling van de hangmatspinnen (Linyphiidae).
Het dier behoort tot het geslacht Taranucnus. De wetenschappelijke naam van de soort werd voor het eerst geldig gepubliceerd in 1931 door Jean-Louis Fage.